# Струна, Андраж
Андраж Струна (словен. Andraž Struna; родился 23 апреля 1989 года в городе Пиран, Югославия) — словенский футболист, защитник клуба «Табор (Сежана)» и сборной Словении.
У Андража есть младший брат — Альяж, который также является профессиональным футболистом.

## Клубная карьера
Струна начал профессиональную карьеру в клубе Третьей лиги «Порторож-Пиран» из своего родного города. В 2007 году он перешёл в «Копер», в составе которого выиграл чемпионат и Суперкубок Словении. В 2011 году Андраж перешёл в польскую «Краковию». 4 марта в матче против «Шлёнска» он дебютировал в польской Экстраклассе. 25 мая в поединке против «Ягеллонии» Струна забил свой первый гол за «Краковию».
Летом 2013 года Андраж перешёл в греческий ПАС. 25 августа в матче против «Аполлон Смирнис» он дебютировал в греческой Суперлиге.
В начале 2017 года Струна перешёл в шотландский «Харт оф Мидлотиан». 1 февраля в матче против «Рейнджерс» он дебютировал в шотландской Премьер-лиге. 29 апреля в поединке против «Патрик Тисл» Андраж забил свой первый гол за «Харт оф Мидлотиан». Летом его контракт истёк и Струна подписал соглашение с американским «Нью-Йорк Сити». 17 сентября в матче против «Колорадо Рэпидз» он дебютировал в MLS. 5 ноября в поединке против «Коламбус Крю» Андраж забил свой первый гол за «Нью-Йорк Сити».

## Международная карьера
15 августа 2012 года в товарищеском матче против сборной Румынии Струна дебютировал за сборную Словении. 27 марта 2015 года в отборочном матче чемпионата Европы 2016 против сборной Сан-Марино Андраж забил свой первый гол за национальную команду.

### Голы за сборную Словении
| #   | Дата          | Место                      | Противник  | Счёт | Результат | Соревнование                       |
| --- | ------------- | -------------------------- | ---------- | ---- | --------- | ---------------------------------- |
| 01. | 27 марта 2015 | Стожице, Любляна, Словения | Сан-Марино | 3:0  | 6:0       | Чемпионат Европы 2016 квалификация |

## Достижения
Клубные
 «Копер»
- Чемпионат Словении по футболу — 2009/2010
- Обладатель Суперкубка Словении — 2010